# القمة العربية 2023 (جدة)
القمة العربية 2023 أو القمة العربية الثانية والثلاثون أو قمة جـدة هي الاجتماع الثاني والثلاثون لمجلس جامعة الدول العربية والتي عقدت في يوم الجمعة 19 مايو 2023 في مدينة جدة برئاسة الأمير محمد بن سلمان آل سعود ولي العهد رئيس مجلس الوزراء بالمملكة العربية السعودية نيابة عن الملك سلمان بن عبدالعزيز آل سعود ملك المملكة العربية السعودية.  

## إعلان الاستضافة
أعلن وزير الخارجية السعودي الأمير فيصل بن فرحان آل سعود عن استضافة المملكة العربية السعودية لهذه القمة خلال الجلسة الختامية للقمة العربية 2022 التي عقدت في  الجزائر خلال الفترة 1 - 2 نوفمبر 2022.

## عودة سوريا
وشهدت هذه القمة مشاركة الرئيس السوري بشار الأسد للمرة الأولى منذ عام 2011 وذالك بعد عودة سوريا لجامعة الدول العربية في 7 مايو 2023 وعودة العلاقات السعودية السورية في 13 أبريل 2023 ، حيث أنه سبق أن تم تعليق عضوية سوريا في جامعة الدول العربية منذ 16 نوفمبر 2011 نتيجة الحرب الثورة السورية واستمر تعليق عضويتها إلى 7 مايو 2023.

## مشاركة أوكرانيا
شهدت القمة مشاركة الرئيس الأوكراني فولوديمير زيلينسكي كضيف شرف في خضم الحرب الروسية الأوكرانية.

## القادة المشاركون
| الدولة                   | رئيس الوفد                   | الصورة | المنصب                                                                              |
| ------------------------ | ---------------------------- | ------ | ----------------------------------------------------------------------------------- |
| السعودية                 | الأمير محمد بن سلمان آل سعود |        | ولي العهد، رئيس مجلس وزراء المملكة العربية السعودية (رئيس القمة)                    |
| جامعة الدول العربية      | أحمد ابو الغيط               |        | أمين عام جامعة الدول العربية                                                        |
| البحرين                  | الملك حمد بن عيسى آل خليفة   |        | ملك مملكة البحرين                                                                   |
| الأردن                   | الملك عبدالله الثاني         |        | ملك المملكة الأردنية الهاشمية                                                       |
| مصر                      | الرئيس عبد الفتاح السيسي     |        | رئيس جمهورية مصر العربية                                                            |
| قطر                      | الشيخ تميم بن حمد آل ثاني    |        | أمير دولة قطر                                                                       |
| تونس                     | الرئيس قيس سعيد              |        | رئيس الجمهورية التونسية                                                             |
| سوريا                    | الرئيس بشار الاسد            |        | رئيس الجمهورية العربية السورية                                                      |
| موريتانيا                | الرئيس محمد ولد الغزواني     |        | رئيس الجمهورية الاسلامية المورتانية                                                 |
| فلسطين                   | الرئيس محمود عباس            |        | رئيس دولة فلسطين                                                                    |
| جيبوتي                   | الرئيس اسماعيل عمر جيلي      |        | رئيس جمهورية جيبوتي                                                                 |
| الصومال                  | الرئيس حسن شيخ محمود         |        | رئيس جمهورية الصومال                                                                |
| الكويت                   | الشيخ مشعل الأحمد الصباح     |        | ولي عهد دولة الكويت                                                                 |
| الإمارات العربية المتحدة | الشيخ منصور بن زايد آل نهيان |        | نائب رئيس الدولة، نائب رئيس مجلس الوزراء، وزير ديوان رئاسة الإمارات العربية المتحدة |
| ليبيا                    | الرئيس محمد المنفي           |        | رئيس المجلس الرئاسي لدولة ليبيا                                                     |
| اليمن                    | الدكتور رشاد محمد العليمي    |        | رئيس مجلس القيادة الرئاسي للجمهورية اليمنية                                         |
| المغرب                   | الأمير رشيد بن الحسن         |        | الممثل الخاص لملك المملكة المغربية                                                  |
| العراق                   | محمد شياع السوداني           |        | رئيس مجلس وزراء جمهورية العراق                                                      |
| لبنان                    | نجيب ميقاتي                  |        | رئيس مجلس وزراء الجمهورية اللبنانية                                                 |
| الجزائر                  | أيمن بن عبد الرحمان          |        | الوزير الأول للجمهورية الجزائرية الديمقراطية الشعبية                                |
| عُمان                     | السيد أسعد بن طارق آل سعيد   |        | نائب رئيس مجلس الوزراء لشؤون العلاقات والتعاون الدولي لسلطنة عمان                   |
| جزر القمر                | قاسم لطفي                    |        | وزير الدولة المكلف بالتعاون مع العالم العربي لجمهورية القمر المتحدة                 |
| السودان                  | دفع الله حاج                 |        | وكيل وزارة الخارجية لجمهورية السودان                                                |

## الضيوف
| الدولة                 | رئيس الوفد                | الصورة | المنصب                          |
| ---------------------- | ------------------------- | ------ | ------------------------------- |
| أوكرانيا               | الرئيس فولوديمير زيلينسكي |        | رئيس جمهورية أوكرانيا           |
| الاتحاد الإفريقي       | موسى فكي                  |        | رئيس مفوضية الاتحاد الإفريقي    |
| منظمة التعاون الإسلامي | حسين إبراهيم طه           |        | أمين عام منظمة التعاون الإسلامي |